# Изостазия
Изостазия (изостатическое равновесие) — гидростатически равновесное состояние земной коры, при котором менее плотная земная кора (средняя плотность 2,8 г/см³) «плавает» в более плотном слое верхней мантии — астеносфере (средняя плотность 3,3 г/см³), подчиняясь закону Архимеда. Изостазия не является локальной, то есть в изостатическом равновесии находятся достаточно крупные (100—200 км) блоки.

## История появления и развития
Гипотеза изостазии возникла в результате первых геофизических наблюдений. После создания Ньютоном теории гравитации начались исследования поля силы тяжести Земли. Возникло предположение, что над горами сила тяжести должна быть больше чем на равнинах или в океане, так как сами горы имеют массу. При измерении длины меридиана в Эквадоре в начале XVIII века, Буге, проводя измерения уклонения отвесной линии заметил, что притяжение гор в окрестностях Кито «гораздо меньше, чем можно было бы ожидать, исходя из массы материи, представленной в таких горах». Для объяснения этого противоречия Бугер выдвинул предположение, что под горами расположены огромные пещеры, которые и компенсируют лишнюю массу гор; иными словами, предполагалось, что «корни» гор имеют низкую плотность и тем самым обеспечивают «плавучесть», поддерживающую горы выше окружающей поверхности: горы «ничего не весят». Аналогичная ситуация возникла в XIX веке в ходе Великого тригонометрического исследования, проводившегося англичанами в Индии: измеренное уклонение отвесной линии было в три раза меньше расчётного. Позднее было найдено, что разница между измеренным локальным гравитационным полем и ожидавшимся с учётом широты и формы поверхности (Аномалия Бугера) положительна для океанских впадин и отрицательна для горных областей континентов. Это показывает, что и горы, и впадины компенсируются на глубине. 
Гипотеза изостазии стала краеугольным камнем всех крупных геодинамических гипотез. Она играла важную роль в теориях геосинклиналей, дрейфа континентов и тектоники плит.

## Изостатические модели равновесия коры
Изостатические модели были предложены в 1855 году Дж. Эйри и Д. Праттом, сам термин изостазия был введён в литературу К. Даттоном в 1889 г.
- Модель Эйри. Эйри исходил из предположения об однородной плотности коры, что для компенсации возвышений рельефа земной коры, например, горных хребтов высотой 5—7 км, подошва земной коры под возвышениями должна погрузиться в мантию на глубину, пропорциональную величине возвышения. Следствием такой модели является появление «корней» гор (компенсационной массы). Чем выше горы, тем «корень» больше, и его величина должна в несколько раз превосходить высоту горного хребта над уровнем моря (см. Рис. 1.1). Изостатическая (компенсационная) поверхность в данной модели представляет собой поверхность, прилегающую снизу к компенсационной массе, то есть поверхность, на которой давление в мантии равно весу вышележащей коры.
- Модель Пратта. В модели Пратта подошва земной коры является плоской и компенсация осуществляется за счёт различной плотности блоков земной коры, то есть в блоках, образующих горные хребты плотность коры должна быть ниже, чем в блоках впадин (см. Рис. 1.2).
- Модель Венинг-Мейнеса описывает региональную изостазию, рассматривая земную кору как нагруженную тонкую упругую пластину на несжимаемой тяжёлой жидкости. В этом  её отличие от моделей Эйри и Пратта, которые описывают локальную изостазию, т.е. чисто гидростатическое равновесие каждого отдельного участка земной коры.

Современные экспериментальные данные показывают как наличие вариаций плотности коры в горизонтальном направлении, так и прогибов поверхности Мохоровичича, коррелирующих с рельефом. Но изостатическая компенсация рельефа в целом осуществляется более сложным путем. Достоверно установлено, что процессы изостазии или изостатического равновесия осуществляются не в основании земной коры, как предполагали Эйри и Пратт, а в основании литосферы — в астеносфере, то есть охватывают значительную часть верхней мантии.

## Нарушения и проявления изостазии
Важнейшим доказательством изостазии является отсутствие связи между рельефом и силой тяжести.
Однако в некоторых районах Земли наблюдаются значительные отклонения от принципа изостазии. Так над зонами субдукции всегда наблюдаются отрицательные гравитационные аномалии. Причина этого в том, что при погружении движущейся океанической коры под континент или островную дугу равновесное положение блоков не устанавливается. Аналогичные явления наблюдаются в зоне коллизии континентов.
Другой интересный пример действия изостазии показывают крупные вулканические острова в океанах. Такие вулканы за относительно короткий промежуток времени могут извергать огромный объем магмы, который значительно нагружает океаническую кору, вследствие чего она начинает пригибаться. Поэтому древние неактивные вулканы типа гавайских постепенно погружаются под воду и, по мере роста коралловых рифов на подводных склонах превращаются в кольцевые коралловые атоллы (см. Рис.2).
Другие отклонения связаны с покровными ледниками, которые появляются и исчезают быстрее, чем устанавливается изостатическое равновесие.
Примером восстановления изостатического равновесия в последнем случае являются гляциоизостатические явления, то есть быстрые поднятия обширных участков земной коры при таянии континентальных ледников после окончания ледниковых периодов. Наиболее известными примерами гляциоизостазические явлении являются сводообразное поднятие территории Фенноскандии, Карелии и Кольского полуострова после отступления ледников. Величина поднятия в центре составила 250 м, убывая к периферии до нуля. Скорость поднятия непосредственно после разгрузки составила 10-13 см/год, упав к настоящему времени до ~1 см/год. Аналогичная картина наблюдается и на американском континенте, где послеледниковое поднятие Канады оценивается в ~300 м, а современная скорость поднятия составляет ~1 см/год.